# Crassula manaia
Crassula manaia là một loài thực vật có hoa trong họ Crassulaceae. Loài này được A.P.Druce & Sykes miêu tả khoa học đầu tiên năm 1988.